# Copa Latina 2010 (fútbol playa)
La XI Copa Latina del 2010 se disputó del 29 al 31 de enero de 2010 en la ciudad de Río Caliente, Goias, Brasil.

## Sistema de disputa
La definición del campeonato se componía se enfrentamientos únicos, bajo el sistema todos contra todos, el equipo que obtuvese más puntos se coronaría como campeón, de haber igualdad en puntos, se dirimirá según el resultado del partido disputado entre las selecciones igualadas.

## Equipos participantes
Cuatro las diez asociaciones miembro de la Conmebol participaron en este campeonato:
- Argentina
- Brasil
- Chile
- Uruguay

## Clasificación

### Tabla
| Equipo    | Pts | PJ | PG | PP | GF | GC | Dif |
| --------- | --- | -- | -- | -- | -- | -- | --- |
| Chile     | 6   | 3  | 2  | 1  | 22 | 20 | +2  |
| Brasil    | 6   | 3  | 2  | 1  | 20 | 14 | +6  |
| Argentina | 3   | 3  | 1  | 2  | 9  | 13 | -4  |
| Uruguay   | 3   | 3  | 1  | 2  | 11 | 15 | -4  |

| Fecha       | Hora        |           | Resultado |           |
| ----------- | ----------- | --------- | --------- | --------- |
| 29 de enero | 09:00 a. m. | Brasil    | 5:1       | Argentina |
| 29 de enero | 10:30 a. m. | Chile     | 5:7       | Uruguay   |
| 30 de enero | 09:00 a. m. | Argentina | 3:2       | Uruguay   |
| 30 de enero | 10:30 a. m. | Brasil    | 8:11      | Chile     |
| 31 de enero | 08:00 a. m. | Chile     | 6:5       | Argentina |
| 31 de enero | 09:30 a. m. | Brasil    | 7:2       | Uruguay   |

| Campeón Chile 1.er título |

## Premios
| Premio             | País  | Jugador          |
| ------------------ | ----- | ---------------- |
| Mejor Jugador      | Chile | Rodrigo Sanhueza |
| Mejor Arquero      | Chile | Gonzalo Mall     |
| Jugador Revelación | Chile | Gonzalo Mall     |